# Alfons Czibulka
Alfons Czibulka (født 14. maj 1842 i Széges-Vérallja i Ungarn, død 27. oktober 1894 in Wien) var en dirigent og komponist fra det daværende østrig-ungarske monarki.
Som dirigent virkede Czibulka bl.a. ved operateatre i Odessa, Innsbruck og Wien og ved militærforlægninger i Bolzano, Krakow, Prag og Trieste.
Hans Stephanie-Gavotte fra 1880, tilegnet den belgiske prinsesse Stephanie, dengang forlovet og siden gift med den østrigske kronprins Rudolf, var et de mest populære salonstykker i samtiden.
Czibulka komponerede ca. 400 værker i form marcher, dansemusik og operetter. Hans bedst kendte værk i dag er formentlig Liebestraum nach dem Balle, Intermezzo op. 356 (1890).